# 默热沃
默热沃（法語：Megève，法語發音：[məʒɛv]）是法国上萨瓦省的一个市镇，位于该省东部，阿尔卑斯山区之中，属于博讷维尔区。默热沃因其境内的滑雪场而闻名。

## 地理
默热沃（45°51'25"N, 6°37'3"E）面积44.11 平方千米，位于法国奥弗涅-罗讷-阿尔卑斯大区上萨瓦省，该省份为法国东部省份，历史上为薩伏依的一部分，北与瑞士接壤，西接安省，南至萨瓦省，东与瑞士和意大利接壤。
与默热沃接壤的市镇（或旧市镇、城区）包括：拉日耶塔、欧特吕斯、孔布卢、德米卡尔捷、阿尔利河畔普拉、圣热尔韦莱班、萨朗什。

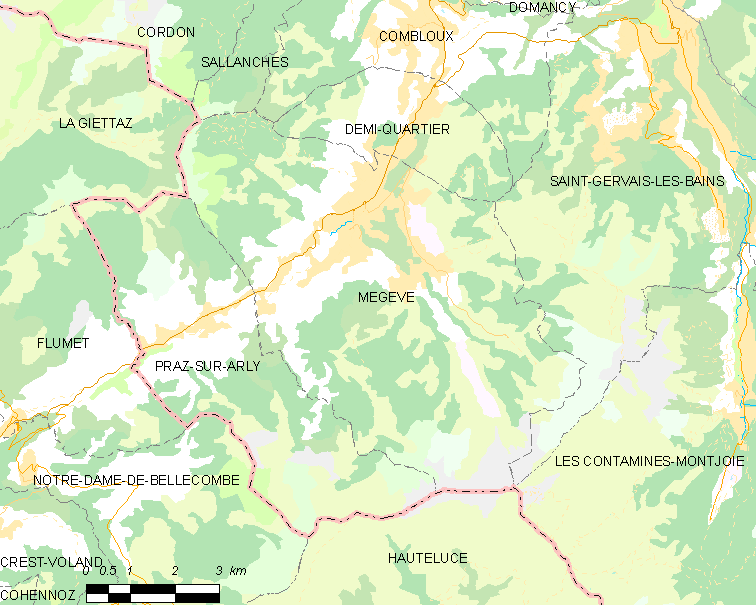
默热沃的OSM定位图

默热沃的时区为UTC+01:00、UTC+02:00（夏令时）。

## 行政
默热沃的邮政编码为74120，INSEE市镇编码为74173。

## 政治
默热沃所属的省级选区为萨朗什县。

## 人口

1962-2008年间默热沃人口变化图示

默热沃于2022年1月1日时的人口数量为2927人。